# Joni Aho
Pour les articles homonymes, voir Aho.
Joni Aho est un footballeur finlandais, né le 12 avril 1986 à Kaarina en Finlande. Il évolue comme arrière droit.

## Palmarès
Inter Turku
- Championnat de Finlande
  - Champion (1) : 2008
- Coupe de Finlande
  - Vainqueur (1) : 2009
- Coupe de la Ligue de Finlande
  - Vainqueur (1) : 2008